# Thermonotus nigripennis
Thermonotus nigripennis là một loài bọ cánh cứng trong họ Cerambycidae.